# De utvalda (TV-program)
De utvalda (danska "De udvalgte") är en dansk rysarserie i 12 avsnitt från år 2001 av Jens Dahl och Nicolas Winding Refn.

## Handling
Sju unga vuxna flyttar in i en lite dyster herrskapslägenhet på Österbro i Köpenhamn. Hyran var suspekt billig och trots att paret som först flyttar in både diskuterar om de skall hyra ut rum i andra hand, och därefter noga väljer ut fem stycken av åtskilligt fler sökande har den mystiske vicevärden redan klart en skylt med samtligas efternamn, plus ett åttonde... Och nog kommer en åttonde kvinnlig person och nästan tilltvingar sig tjänstepigans fönsterlösa rum. I kontraktet ingår att ett av rummen i den enorma lägenheten inte får användas. Endast vicevärden har denna nyckel. Under en fest drogar den "8:e kvinnan" de övriga och tar sig in i detta dammiga rum. Hon hittar en 100 år gammal bok - och i den finns såväl välritade bilder på de övriga sju i deras nuvarande ålder, samt både deras födelsedatum - och dödsdatum, vilket för samtliga är innevarande år, 2001...
Kvinnan hittas död morgonen efter, "de utvalda" gömmer liket i den mycket mörka källaren. Vicevärden förbjuder dem att någonsin mer gå ner i källaren, men han själv slänger in matbitar åt något i källaren. De utvalda börjar undersöka det mystiska rummet, som innehåller en märklig stor sten.
Efter att geologer fått testat stenen dyker genast skumma figurer upp, och försöker med alla medel stjäla stenen. Andra saker visar att samtliga utvalda haft släktingar som dött under hemfärden från en resa till Antarktis exakt 100 år tidigare. Endast tre personer överlevde hemresan, en av dem var den cirka 40-åriga kvinnan som dött i det mystiska rummet. Hon skulle således inte varit omkring 40 år utan 140 år gammal ! 
Och i källaren visar det sig att det som vicevärden matar är en man som också överlevde resan för 100 år sedan, men som suttit inmurad sedan 90 år... De utvalda väljer att befria honom, vilket de snabbt får ångra. Nu återstår endast den tredje överlevande från resan för 100 år sedan - kan han månne också fortfarande vara i livet och vara den hjälp de utvalda behöver för att undgå profetian om deras nära förestående död?

## Inspiration för "De drabbade"
Serien gjordes med medel från bl.a. SVT, vars logga syns bland ett antal andra i eftertexterna. Men serien har ännu inte visats på SVT. Däremot är den svenska TV-serien De drabbade från 2003 tydligt inspirerad av "De utvaldas" manus.